# 1816 en photographie
| Années de la photographie : 1813 - 1814 - 1815 - 1816 - 1817 - 1818 - 1819    |
| Décennies de la photographie : 1780 - 1790 - 1800 - 1810 - 1820 - 1830 - 1840 |

Cet article présente les faits marquants de l'année 1816 en photographie.

## Événements
- Nicéphore Niépce entreprend ses premières recherches « héliographiques », menées conjointement à celles du « pyréolophore ». Elles aboutiront, quelques années plus tard, à l'invention de la photographie.

## Naissances
- 25 février : Charles Reutlinger, photographe franco-allemand, spécialisé dans le portrait des personnalités parisiennes et en particulier des comédiennes, mort le 24 juin 1888.
- 26 février : Levi Hill, pasteur baptiste américain, inventeur controversé d'un procédé de photographie en couleurs, mort le 9 février 1865.
- 20 juillet : Jean Andrieu, photographe français, mort après 1895.
- 23 juillet : Jean Laurent, photographe français, actif en Espagne, mort le 24 novembre 1886.
- 4 août : Richard Leach Maddox, physicien et photographe britannique, inventeur du procédé gélatino-argentique, mort le 11 mai 1902.
- 19 août : Luis García Hevia, peintre et photographe colombien, mort le 31 mars 1887.
- 25 août : Carlo Naya, photographe italien, mort le 30 mai 1882.
- 11 septembre : Carl Zeiss, ingénieur-opticien allemand, fondateur de la société d'optique de précision Carl Zeiss qui se spécialisera notamment dans les objectifs photographiques haut de gamme, mort le 3 décembre 1888.
- 17 octobre : Jules Richard, dit aussi Rishar Khan, photographe français actif en Iran, mort le 20 mai 1891.
- 28 octobre : Pierre Émile Pécarrère, photographe espagnol, mort le 27 novembre 1904.
- 26 novembre : Charles Soulier, photographe français, propriétaire d'une agence de photos stéréoscopiques, né le 28 août 1886.
- 30 novembre : Andreas Fedor Jagor, ethnologue et explorateur prussien en Asie, qui a légué sa collection de photographies ethnographiques au Musée ethnologique de Berlin, mort le 11 février 1900.
- 21 décembre : François Gobinet de Villecholle, photographe français, mort le 16 janvier 1906.
- Date précise non renseignée ou inconnue :
  - Mary Dillwyn, photographe britannique (Pays de Galles), morte en décembre 1906.
  - Alfred A. Hart (en), photographe américain, mort en 1908.
  - Lipót Strelisky, photographe hongrois, mort le 20 juin 1905.